# Solanum fragile
Solanum fragile là loài thực vật có hoa trong họ Cà. Loài này được Wedd. miêu tả khoa học đầu tiên năm 1857.